# Johann Jakob Joseph Kirschbaum

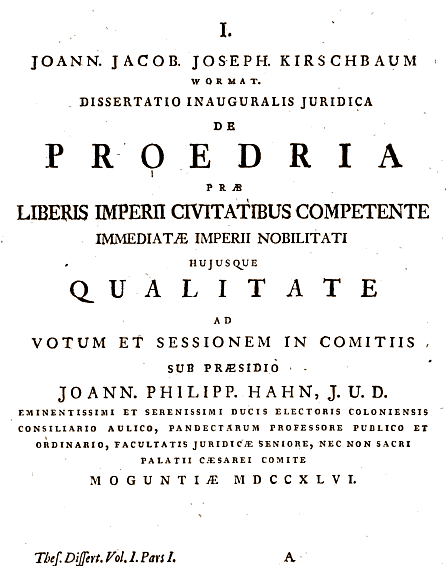
Eigene Dissertation (Lizentiat), Mainz, 1746

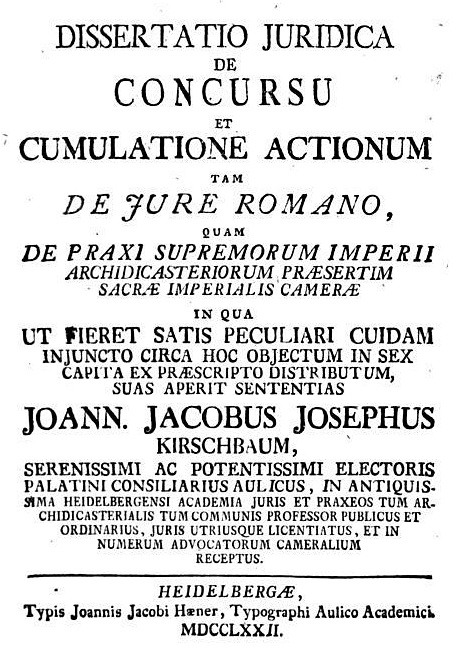
Titelblatt einer Abhandlung, Heidelberg, 1772

Johann Jakob Joseph Kirschbaum (* 23. Januar 1721 in Worms; † 7. Juni 1804 in Heidelberg) war ein Jurist und ordentlicher Professor der Rechtslehre an der Universität Heidelberg.

## Leben und Wirken
Er wurde geboren als Sohn des Johann Bonifaz Kirschbaum und seiner Frau Maria Anna geb. Hart. Der Vater arbeitete offenbar ab 1725 als Leser (juristischer Sachbearbeiter) am Reichskammergericht zu Wetzlar.
Johann Jakob Joseph Kirschbaum studierte Jura und erwarb sein Lizentiat 1746 bei Professor Johann Philipp Hahn an der Universität Mainz.
Ab 1749 wirkte Kirschbaum als Advokat am Reichskammergericht Wetzlar, 1757 berief man ihn als  ordentlichen Professor der Rechtslehre an die Heidelberger Universität, gleichzeitig wurde er kurpfälzischer Geheimrat.
In Heidelberg gehörte Johann Jakob Joseph Kirschbaum bis 1761 der philosophischen Fakultät an und lehrte Natur- und Völkerrecht. Von 1761 bis 1804 unterrichtete er verschiedene Rechtsmaterien an der juristischen Fakultät.  
Seit 1758 zählte Professor Kirschbaum zu den Mitgliedern des Heidelberger Pactum Marianum, der Sterbebruderschaft der Jesuiten-Sodalen.
Er verfasste diverse juristische Abhandlungen, die im Druck erschienen. 1765, 1772, 1778, 1783, 1788, 1793 u. 1798 fungierte Kirschbaum als Dekan der Heidelberger Juristenfakultät, 1796 u. 1797 als Rektor der Hochschule. Außerdem führte er den Titel eines Kaiserlichen Hofpfalzgrafen.

## Familie und Nachkommen
Johann Jakob Joseph Kirschbaum ehelichte 1757 Maria Johanna Antonia Hennemann, nach ihrem 1766 erfolgten Ableben, noch im gleichen Jahr, Maria Anna Otto (1744–1814). Insgesamt hatte der Professor sieben Söhne und vier Töchter. Der Sohn Joseph Franz Anton von Kirschbaum (1758–1848) erhielt das Adelsprädikat und war der Erzieher des späteren Königs Ludwig I. von Bayern. Anton Maria Joseph Nepomuk Kirschbaum (1775–1853), ein weiterer Sohn, wurde bayerischer Generalleutnant; dessen Enkel war Maximilian von Kirschbaum (1862–1916), bayerischer Generalmajor und Kommandeur der 6. Bayerischen Infanteriedivision.